# 9P
9P（又名九號計畫檔案系統協定或Styx）是貝爾實驗室九號計畫分散式作業系統所開發的網路協定，作用在於連結九號計畫系統內的元件。本計畫中的檔案是其運作的核心，這些檔案代表了視窗、電腦網路連線、行程以及其他存在於作業系統中的任何東西。不同於NFS，9P是將資料快取，並提供模擬檔案(synthetic file)的機制(例如/proc用以表示行程)。
在九號計畫第四版中，9P被更名為“9P2000”，增加了一些基礎上的改進。最新版的Inferno作業系統也採用9P2000，之前的版本採用的檔案格式稱為Styx，但其實也是9P的衍生。
另一個叫9p2000.u的衍生版本，則對UNIX提供了更良好的支援。為UNIX而實作的9P伺服器則稱為u9fs，在第九計畫的發行版中有提供。供Linux使用的核心客戶端驅動程式則包含在v9fs的專案中。9P及其衍生分支也被發現使用在嵌入式環境的應用軟體中，像是Styx on a Brick project。

## 伺服器端應用程式
許多第九計畫的應用程式以9P伺服器的形式存在。值得注意的例子有：
- acme (text editor): 供程式設計師使用的使用者介面
- rio window manager: 第九計畫的視窗管理員
- plumber (Plan 9): 行程間通訊
- wikifs: Wiki

## 實作
9P在客戶端及伺服器端間送出如下的訊息。這些訊息對應到第九計畫虛擬檔案系統層的進入點，所有的9P伺服器都必須實作這些訊息。
- ; version：交涉協定的版本
- ; error：回報錯誤
- ; flush：終止訊息
- ; auth, attach：開啟連線
- ; walk：走訪目錄階層
- ; create, open：準備一個用來寫入/讀取既有或新增檔案的fid
- ; read, write：傳送資料給檔案或從檔案接收資料
- ; clunk：拋棄fid
- ; remove：從伺服器移除檔案
- ; stat, wstat：查詢或變更檔案屬性

## 外部連結
- 9P資源（页面存档备份，存于） cat-v.org網站上的頁面
- 9P使用者手冊（页面存档备份，存于）
- 用於分散式系統的Styx架構（页面存档备份，存于） 由 羅勃·派克（Rob Pike） 與 Dennis Ritchie 所撰寫
- 九號計畫內部的網路組織（页面存档备份，存于） 由 Dave Presotto 與 Phil Winterbottom 所撰寫